# مايلز مندوزا
مايلز مندوزا (بالإنجليزية: Miles Mendoza)‏ هو مقدم برامج إذاعية بريطاني، ولد في 1974.